# Occidozyga tompotika
Occidozyga tompotika es una especie  de anfibios de la familia Dicroglossidae.

## Distribución geográfica
Es endémica de Célebes (Indonesia).  